# Schloss Wanfried
Das Schloss Wanfried, auch Landgrafenschloss Wanfried genannt, ist ein ehemaliges Schloss der Landgrafen von Hessen-Kassel und Hessen-Wanfried im Westen der Ortslage der kleinen Stadt Wanfried im Werra-Meißner-Kreis in Nordhessen.

## Der Bau
Die Anlage wurde im 19. und 20. Jahrhundert stark verändert. Es handelt sich um eine regelmäßig viereckige Anlage, die im Norden, Osten und Süden von einem kleinen Park mit altem Baumbestand umgeben ist. An der Nordseite des kleinen Innenhofes steht ein zweigeschossiger Massivbau von etwa 35 × 9 m Grundfläche mit schönem Fachwerkobergeschoss, der im Kern aus dem 16. Jahrhundert stammt. Dieses Gebäude ist das wohl älteste erhaltene Wohngebäude der Stadt. Den Unterhof an der Westseite, wo sich einst die Vorburg befand, umstehen der ehemaligen Marstall und andere landwirtschaftliche Wirtschaftsgebäude. Die nur noch teilweise erhaltenen Gräben liegen heute trocken.

## Geschichte

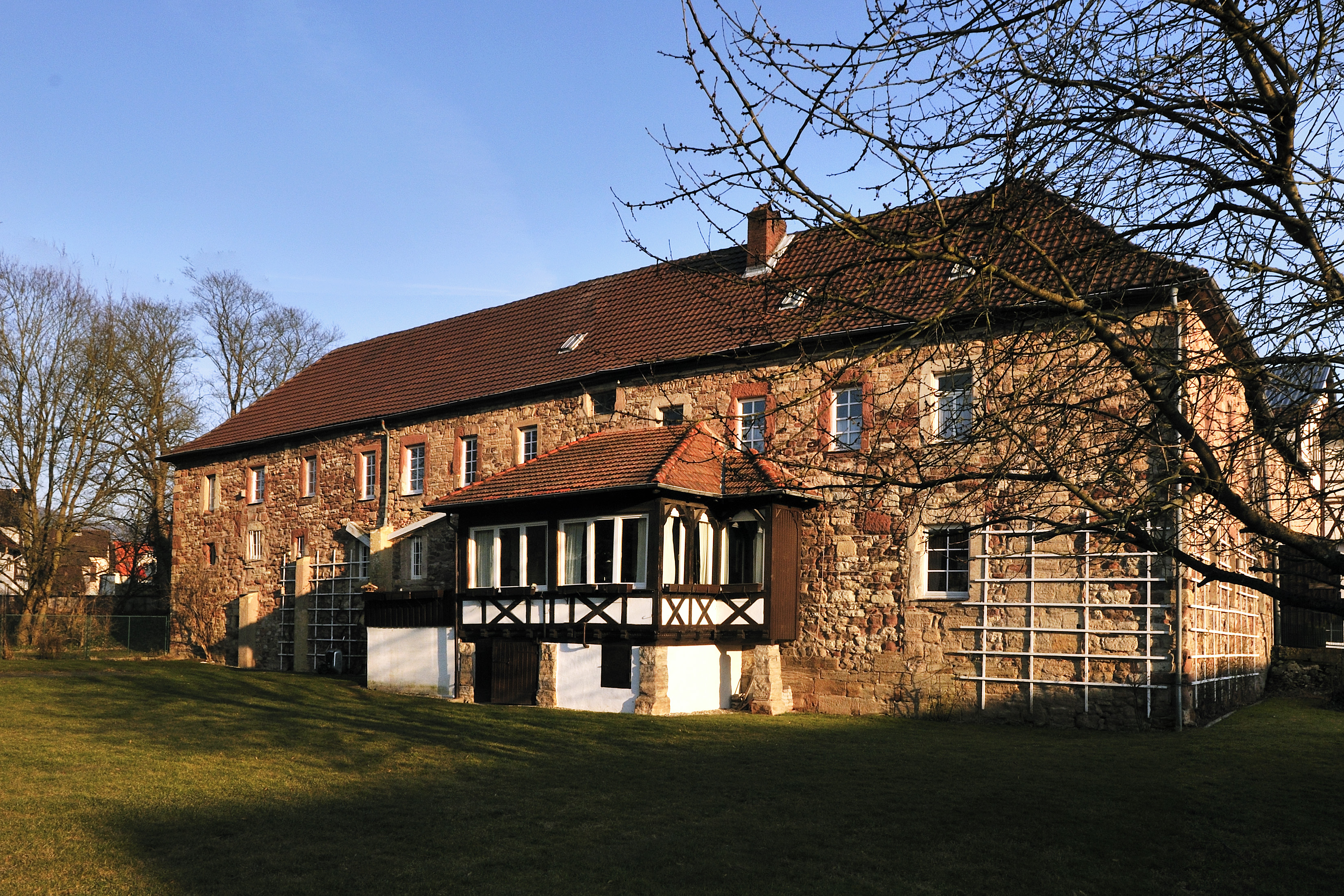
Schloss Wanfried – Vorderansicht

An der Stelle der heutigen Anlage befand sich zur Zeit der ottonischen Kaiser ein von Wassergräben umgebenes Königsgut, das „Königsgut in Wanifredum“, das Kaiser Heinrich II. am 5. Februar 1015 der Abtei Hersfeld schenkte, als Ersatz für andere Höfe, die die Abtei dem Hochstift Bamberg abgetreten hatte. Ab 1293 begann der Ausbau des Guts zu einer Wasserburg, die die Handelsstraße nach Mühlhausen, Eisenach und Leipzig schützen sollte.
Mit der zunehmenden Abhängigkeit der Abtei Hersfeld von den Landgrafen von Hessen, die schon seit 1306 den Ort Wanfried besaßen, kam die Burg in deren Einflussbereich und nach der Reformation und dem Bauernkrieg 1525 endgültig in den Besitz des Landgrafen Philipp I. Dieser ließ die Anlage im Jahre 1534 erheblich vergrößern und verstärken. Sein Sohn Wilhelm IV. von Hessen-Kassel ließ sie 1589 noch einmal erweitern, wobei die alte Burg teilweise abgetragen und durch neue Bauten ersetzt wurde, sodass sie in der Folge meist bereits als Schloss bezeichnet wurde.
Um 1600 gliederte sich die Anlage in mehrere Teile. Der größere, westliche Teil war von Wirtschaftsgebäuden, dem Marstall und Wohnungen für die Bediensteten umgeben. Von diesem gelangte man über eine Zugbrücke und durch ein Tor mit Torbogen auf den sogenannten kleinen Schlosshof. Im südlichen Flügel des Schlosses befanden sich die landgräflichen Gemächer, der Rittersaal und die Schlosskapelle, die den heiligen fünf Wunden geweiht war.
Der Nordflügel enthielt die Wohn- und Amtsräume des Amtmannes. Im Erdgeschoss des ehemaligen Ostflügels, der 1906 abgerissen wurde, befanden sich die Weißzeug- und Vorratskammern, im Obergeschoss die sogenannten Prinzessinnenkammern.
Nach der Erhebung Wanfrieds zur Stadt durch Landgraf Moritz im Jahre 1608 wurde die Anlage noch einmal verstärkt. Dennoch wurde sie, wie auch die Stadt selbst, im Dreißigjährigen Krieg (1618–1848) am 25. Juni 1626 von Tilly’schen Truppen fast vollständig zerstört.
Bei der Errichtung des teilselbständigen Fürstentums Hessen-Rotenburg, der sogenannten „Rotenburger Quart“, 1627/28 durch Landgraf Moritz kamen die Stadt und Schloss Wanfried zum Herrschaftsbereich dieser Nebenlinie des Hauses Hessen-Kassel, die sich in der Folgezeit mehrfach verzweigte und wieder vereinigte. Der Wiederaufbau des Schlosses begann jedoch erst 1645. Im Jahre 1667 bezog Landgraf Karl von Hessen-Wanfried, der zweite Sohn des Landgrafen Ernst I. von Hessen-Rheinfels-Rotenburg, das Schloss. Nachdem er nach Erbauseinandersetzungen in der „Rotenburger Quart“ 1676 die ehemalige Teil-Landgrafschaft Hessen-Eschwege erhalten hatte, ließ er das Schloss zu seiner Residenz ausbauen, denn das Residenzschloss in Eschwege war seit 1667 an Braunschweig-Bevern verpfändet. Karls Sohn und Nachfolger Wilhelm regierte von 1711 bis 1731 auf Schloss Wanfried. Ihm folgte sein Halbbruder Christian, der seit 1713 das in diesem Jahr ausgelöste Schloss Eschwege bewohnte und die herrschaftliche Residenz schrittweise wieder von Wanfried nach Eschwege verlegte. Als Christian 1755 kinderlos verstarb, fiel das Schloss mit der Landgrafschaft Hessen-Wanfried-(Eschwege) zurück an Landgraf Konstantin von Hessen-Rotenburg. Nach dem Verlust seiner Funktion als herrschaftliche Residenz wurde es von einem „Fürstlich-Rotenburgischen Bürgermeister“ verwaltet und nur noch gelegentlich von Mitgliedern des landgräflichen Hauses besucht. Während des Siebenjährigen Kriegs (1756–1763) diente das Schloss als Lazarett, danach – mehrfach umgebaut – war es bis 1928 Sitz des Amtsgerichtes Wanfried. Nach dem Tod von Victor Amadeus von Hessen-Rotenburg im Jahre 1834 fiel das Schloss dann mit der gesamten Teillandgrafschaft wieder an die Landgrafschaft Hessen-Kassel.
Mit der Annexion von Kurhessen durch Preußen im Jahre 1866 kam es in preußischen Staatsbesitz. Es wurde ab 1868 als Staatsdomäne landwirtschaftlich genutzt und entsprechend umgestaltet. 1878 erwarb der Rittmeister und königlich-preußische Kammerherr Carl Xaver von Scharfenberg das Schloss von der Dominialverwaltung. Während das preußische Amtsgericht weiterhin und bis 1928 in den Räumen des Schlossgebäudes blieb, wurden die Gebäude des Unterhofes, wo sich auch die Wohnungen der Landarbeiter befanden, für den landwirtschaftlichen Betrieb genutzt.

## Heutige Nutzung
Von 1946 bis in die Mitte der 1970er Jahre betrieb die Familie von Scharfenberg in einem Flügel des Schlosses eine Konservenfabrik, der andere Teil diente als Wohnhaus für den Verwalter des Gutes. 1982 richtete Gernot von Hagen, ein Schwiegersohn der Familie von Scharfenberg, in den Räumen der ehemaligen Konservenfabrik eine Textildruckerei ein. Der andere Teil des Schlosses wird von der Familie von Hagen, die das Anwesen 1998 erwarb, als Wohnhaus genutzt. Der Unterhof befindet sich weiter im Eigentum der Familie von Scharfenberg und wird noch immer landwirtschaftlich genutzt.

## Sonstiges

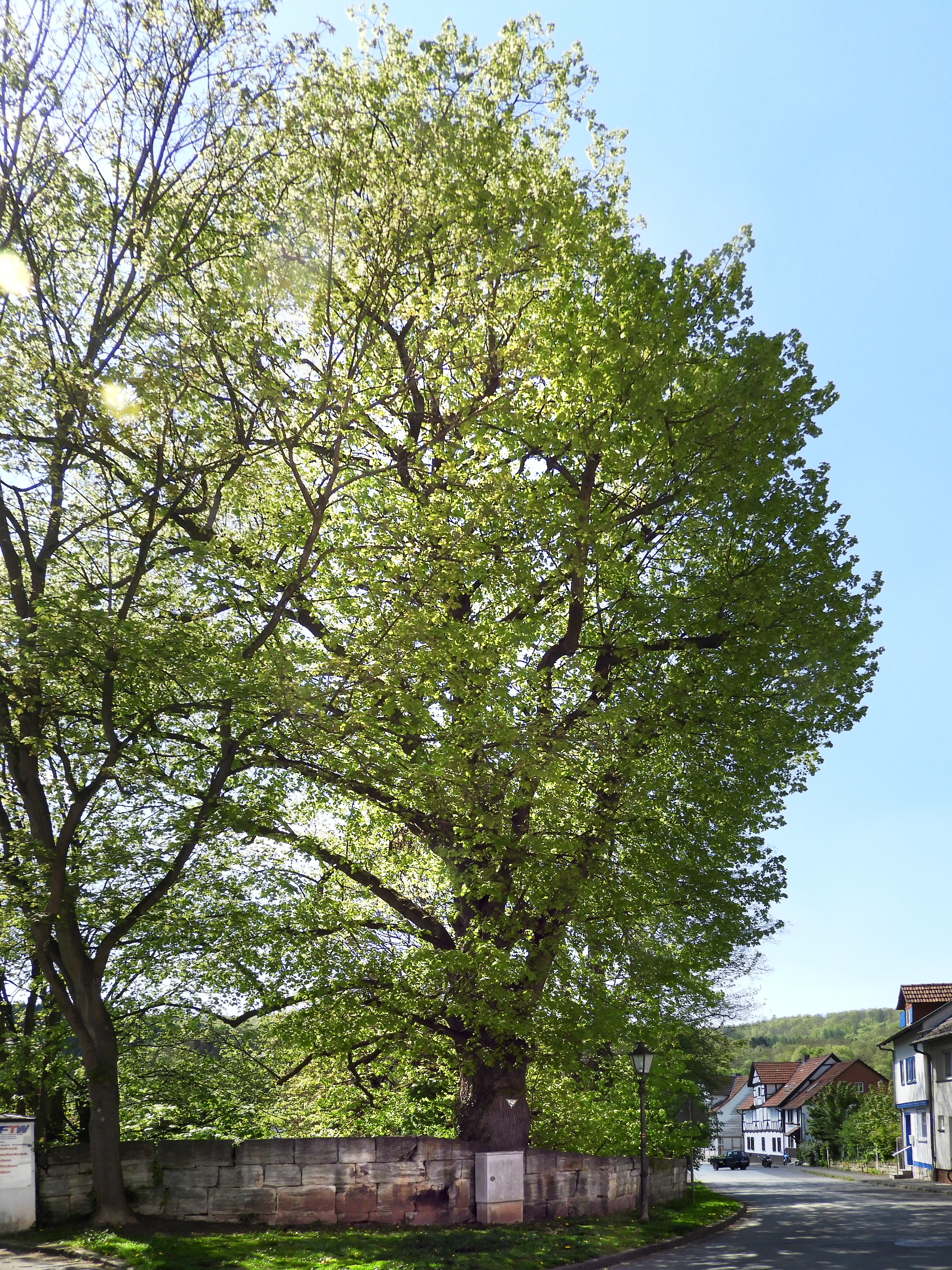
Naturdenkmal Schlosslinde von Wanfried

Am nördlichen Ende des noch heute in Teilen sichtbaren Wallgrabens steht das Naturdenkmal Schlosslinde von Wanfried. Die über hundertjährige Linde ist der Nachfolger eines bereits seit 1617 als „alte Linde“ bezeichneten Baumes.